# Catedral de San Sebastián (Cochabamba)
La Catedral metropolitana de San Sebastián en Cochabamba o simplemente catedral de Cochabamba es el templo principal de la Iglesia católica en la archidiócesis de Cochabamba, ubicado en la Plaza 14 de septiembre de la ciudad de Cochabamba, Bolivia.

## Historia
Se construyó a principios del siglo XVIII, sobre la base de un antiguo templo del siglo XVI. Se encuentra ubicada en la Plaza 14 de septiembre, siendo uno de los símbolos característicos de la ciudad, denominada Catedral Metropolitana desde el 30 de julio de 1975, en que la Diócesis de Cochabamba fue elevada a sede metropolitana mediante bula Quo gravius del papa Pablo VI, y ejecutada por Mons. Giuseppe Laigueglia, Nuncio Apostólico de Su Santidad, el 29 de noviembre del mismo año.
El investigador E. Wethey fue el primero en fijarse en la belleza de los monumentos virreinales de Cochabamba y entre ellos figura la portada de la Catedral, misma que se abre entre dos grandes contrafuertes que parecen dispuestas para recibir en arco. Está compuesta de tres cuerpos con columnas salomónicas que flaquean la puerta, la hornacina y la ventana que ocupan el centro de la composición.
El diseño de este pórtico está influido por el estilo ecléctico, ya que sus columnas son una combinación de columnas corintias con arcos bajos de medio punto y un amplio rosetón ojival que se alza sobre el arco central. Esta composición contrasta con la de la fachada de pies del edificio y la torre. A vista de pájaro representa una perfecta cruz latina. Una arcada moderna, que corresponde a principios de siglo, le cubre el frente que da hacia la plaza principal.
Internamente está cubierta con pinturas modernas, por lo que no se puede apreciar sus dimensiones.
La edificación de este templo, como todas las ubicadas en la plaza principal, es una de las más importantes del departamento porque en ella se llevan a cabo las actividades litúrgicas más representativas como la posesión del Arzobispo.

## Patrimonio
Esta iglesia fue reconocida como monumento histórico y arquitectónico el 7 de diciembre de 1967.

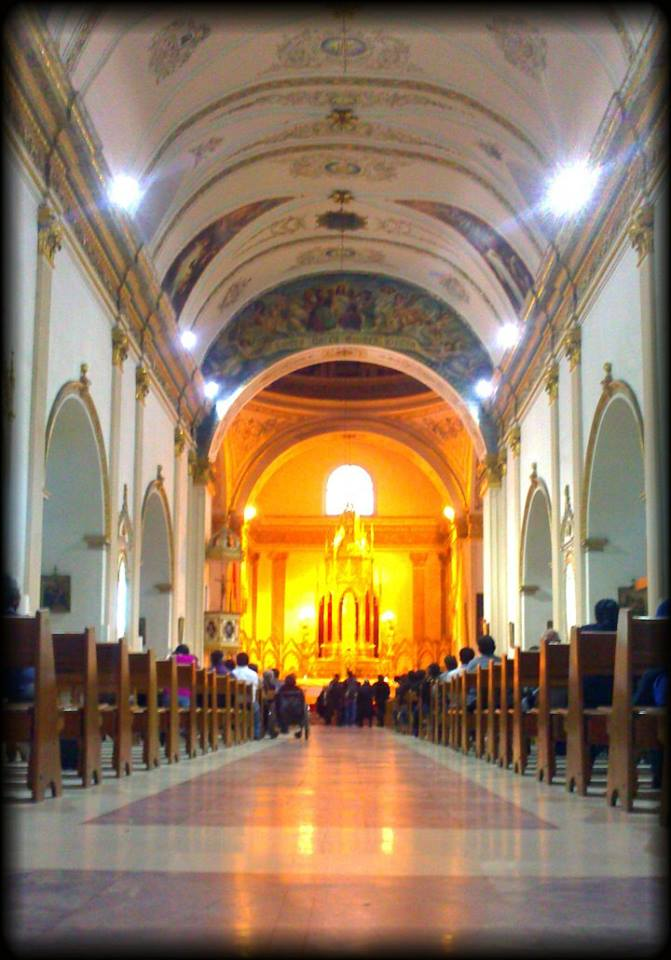
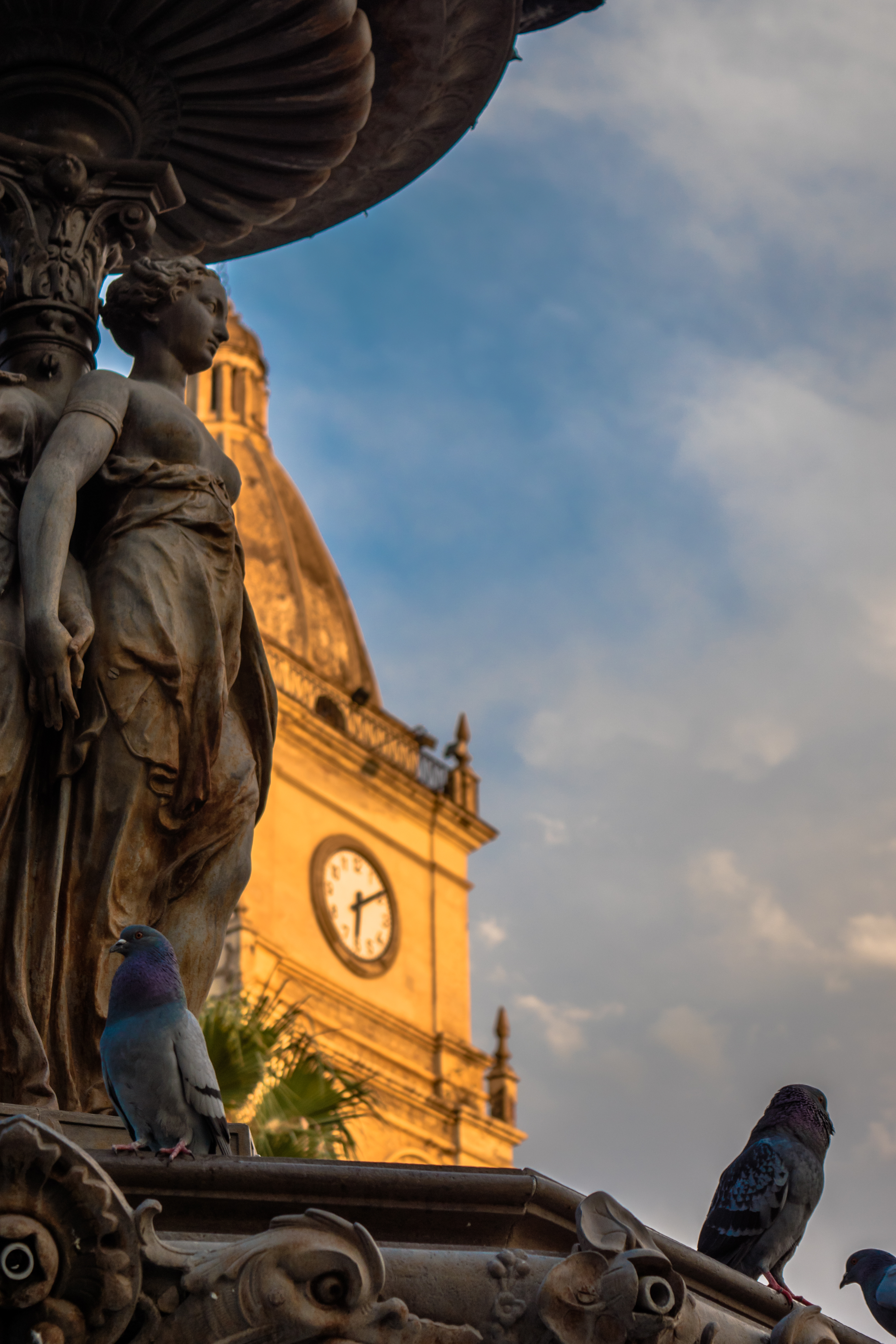
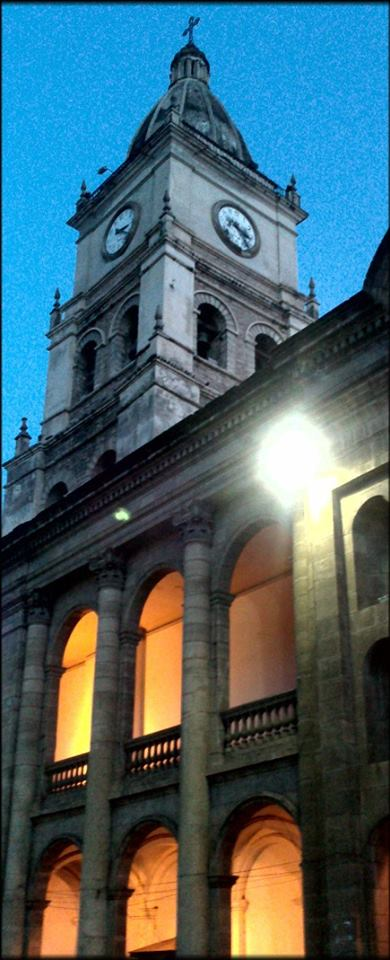
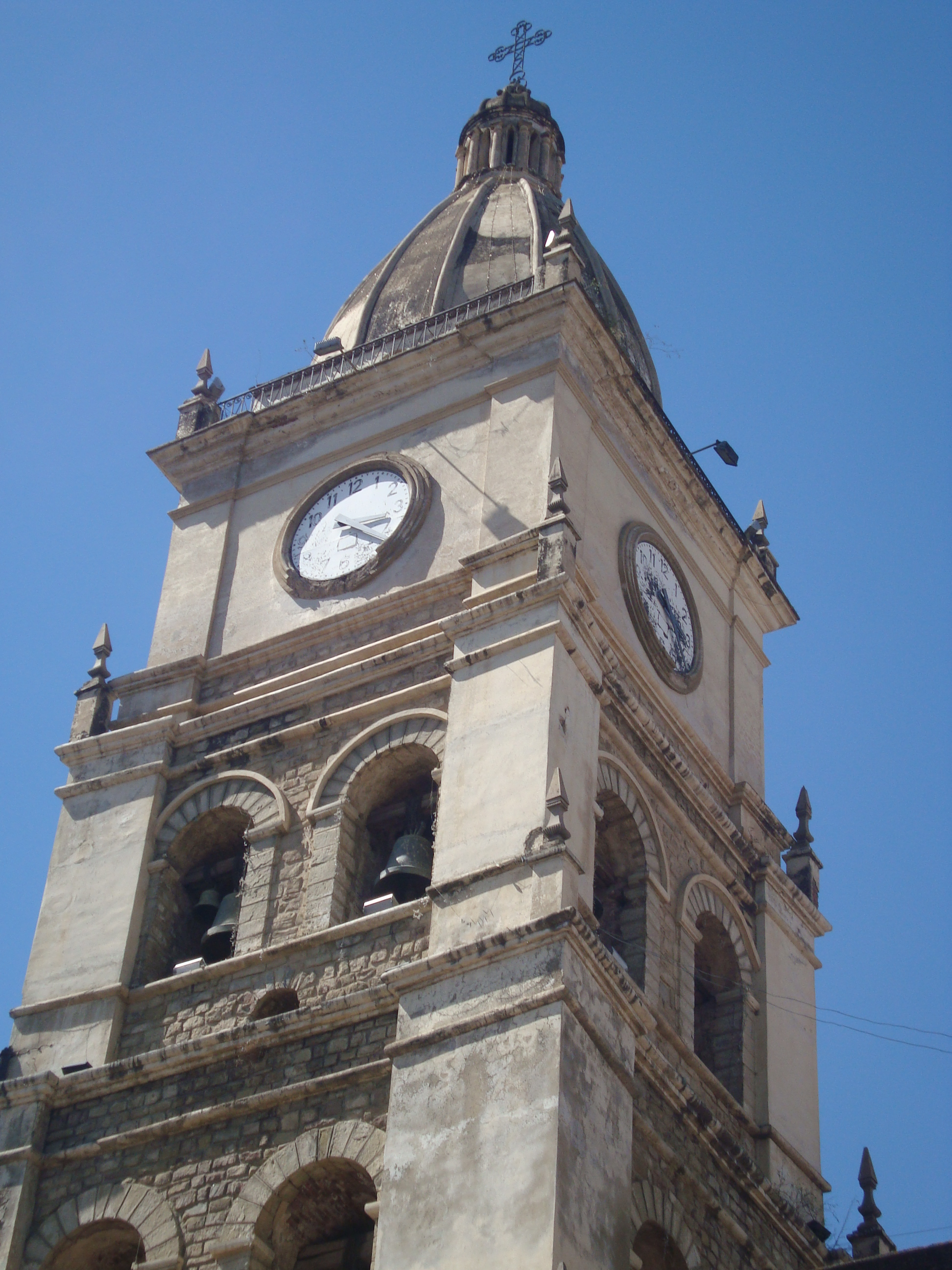